# Henryk Dobrzycki

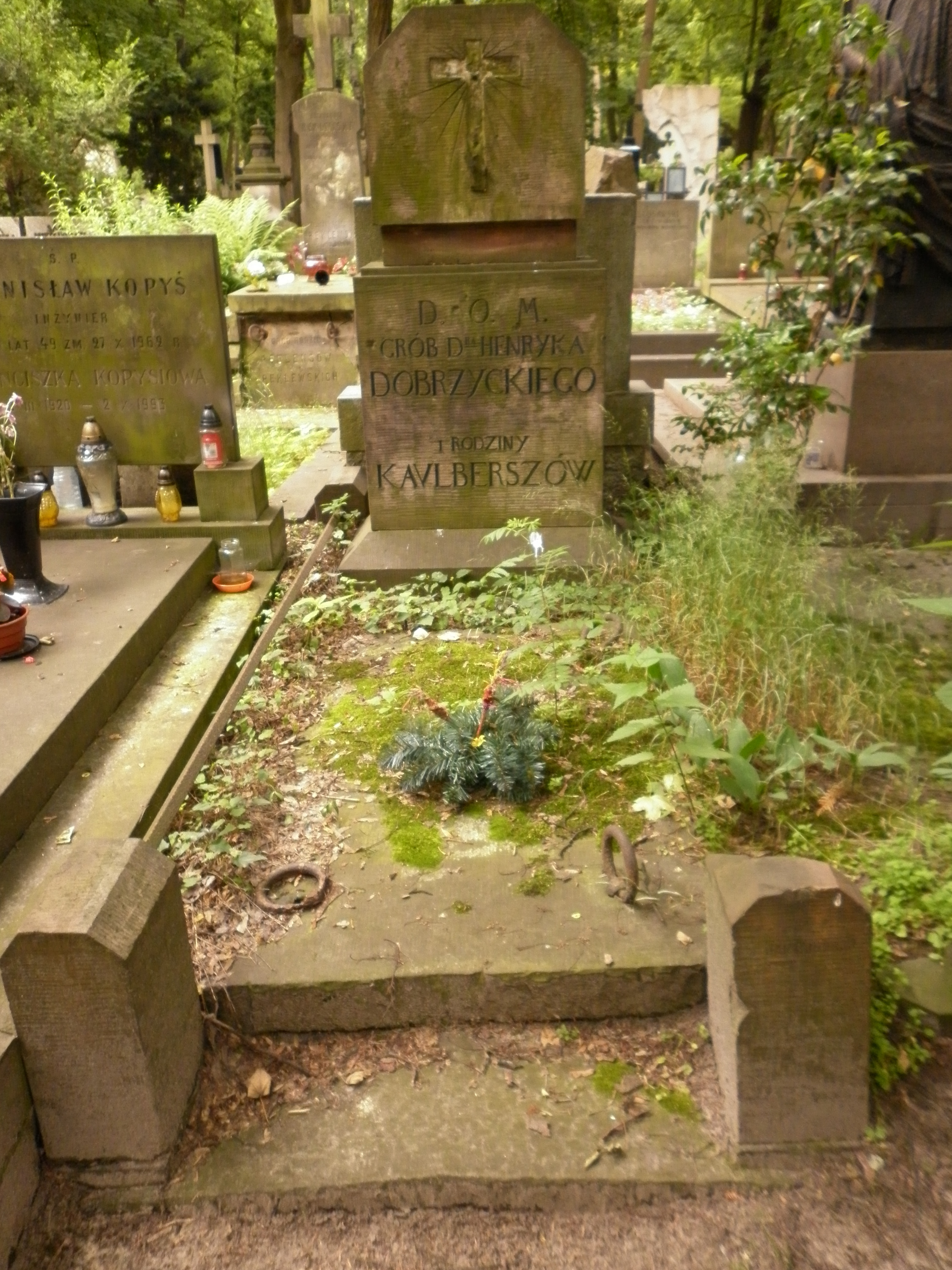
Grób Dobrzyckiego na cmentarzu Powązkowskim (2012)

Henryk Franciszek Dobrzycki, pseudonim „Henryk Leszczyc” (ur. 5 stycznia 1841 w Kaliszu, zm. 7 marca 1914 w Warszawie) – polski lekarz, filantrop, muzykolog i kompozytor; pionier lecznictwa klimatycznego i sanatoryjnego w Polsce.

## Życiorys
Urodził się w rodzinie Hipolita Dobrzyckiego i Barbary z Lipskich. Dobrzyccy wywodzili się z drobnej szlachty i cechował ich gorliwy patriotyzm. Po ukończeniu w 1858 Wyższej Szkoły Realnej w Kaliszu wyjechał do Warszawy, gdzie rozpoczął studia na Wydziale Architektury Szkoły Sztuk Pięknych. Po dwóch latach wada wzroku sprawiła, że musiał porzucić ten kierunek nauki. Wstąpił wówczas na Akademię Medyko-Chirurgiczną, po roku przeniósł się na Uniwersytet Wrocławski, ale po dwóch semestrach powrócił do Warszawy, gdzie kontynuował naukę. Do grona jego wykładowców należeli m.in. Tytus Chałubiński i Franciszek Sokalski. Podczas powstania styczniowego opatrywał rannych oraz niósł pomoc medyczną ludności wiejskiej na terenach objętych walkami. Zaobserwowana przez niego na prowincji nędza i brak dostępu do podstawowej opieki medycznej miały wpływ na późniejsze wybory życiowe Henryka Dobrzyckiego. W 1864 ukończył studia i otrzymał dyplom lekarski, a następnie zamieszkał we wsi Mienia koło Mińska Mazowieckiego, gdzie podjął się organizacji i prowadzenia sanatorium przeciwgruźliczego, którego pacjentami byli ludzie niezamożni.
Wcześniej działał tam szpital św. Józefa, który był filią warszawskiego szpitala św. Ducha. Mieszkał tam przez piętnaście lat, a następnie powrócił do Warszawy, gdzie w 1879 razem z Tytusem Chałubińskim i Franciszkiem Sokalskim założył towarzystwo wspierające badania medyczne prowadzone przez polskich naukowców. Ponieważ poza dyplomem lekarskim nie posiadał żadnych tytułów naukowych swoją wiedzę poszerzał uczestnicząc w zagranicznych konferencjach naukowych, w 1873 był w Wiedniu, w 1894 w Rzymie, a w 1898 w Sankt Petersburgu. W 1884 wyjechał do Sławuty, gdzie był dyrektorem Zakładu Wodoleczniczo-Klimatycznego i Kumysowego.
Po zawiązaniu w 1898 Towarzystwa Higienicznego Henryk Dobrzycki stanął na czele Departamentu Klimatycznego i Uzdrowisk Wodnych, równocześnie był członkiem Towarzystwa Naukowego Warszawskiego i członkiem honorowym Towarzystwa Lekarskiego Warszawskiego. Zainicjował tworzenie w prasie medycznej rubryk dotyczących światowych osiągnięć medycznych, założył czasopismo „Klinika Warszawska” oraz był redaktorem naczelnym czasopisma „Medycyna i Kronika Lekarska”. Pochowany na cmentarzu Powązkowskim w Warszawie (kwatera 85-6-14).

## Dorobek naukowy
Pozostawił 125 prac naukowych, edukacyjnych i specjalistycznych, wiele z nich dotyczy gruźlicy i kołtuna, które były wówczas wyjątkowo częste. Zainicjował tworzenie statystyk wypadków przy pracy z udziałem maszyn rolniczych, zaprojektował wzorcowy dom wiejski, który umożliwiałby przestrzeganie elementarnych zasad higieny. Prowadził badania nad toksykologią oraz zagadnieniami z dziedziny ortopedii, opisał historię edukacji medycznej w Królestwie Polskim. Należał do inicjatorów i propagatorów w organizowaniu obozów letnich dla dzieci pochodzących z ubogich warstw mieszczaństwa.

## Twórczość muzyczna
Poza działalnością medyczną Henryk Dobrzycki interesował się muzyką, był członkiem zarządu Warszawskiego Towarzystwa Muzycznego. Przewodniczył organizacji obchodów 50 rocznicy śmierci Fryderyka Chopina, zainicjował powstanie muzeum tego wielkiego kompozytora oraz rozpoczął zbiórkę funduszy na budowę pomnika w Warszawie. Zasiadał również w zarządach rady bibliotek i Towarzystwa Krzewienia Sztuk Pięknych.
W wolnym czasie komponował, stworzył muzykę do utworu Marii Konopnickiej „Czy znasz ten kraj”, polonezy oraz muzykę do wystawianej sztuki Brühl Józefa Ignacego Kraszewskiego.

## Publikacje
- O przenośnikach zarazy gruźliczej (1883);
- Zdrojowiska, zakłady lecznicze i stacje klimatyczne... (1895);
- Higiena zecerów... (1898);
- Andriolli w sztuce i życiu społecznym (1904, współautor);
- Na wsi – powieść (1904).